# Strogomir
Strogomir – staropolskie imię męskie, złożone z członów Strogo- (oznaczający srogi) i -mir (pokój, spokój, dobro). Jego imieniny przypadają na 3 listopada